# Équipe de Sierra Leone de football à la Coupe d'Afrique des nations 2021
L’équipe de Sierra Leone de football participe à la Coupe d'Afrique des nations 2021 organisée au Cameroun du 9 janvier au 6 février 2022. Il s'agit de la 3e participation des Leone Stars, emmenés par John Keister. Ils sont éliminés au premier tour après deux matchs nuls, face à l'Algérie (0-0) et la Côte d'Ivoire (2-2), et une défaite contre la Guinée équatoriale (0-1).

## Qualifications
La Sierra Leone est placée dans le groupe L des qualifications qui se déroulent de novembre 2019 à mars 2021. Ces éliminatoires sont perturbés par l'épidémie de covid-19. Elle se qualifie à la dernière journée en prenant la deuxième place du groupe.
| Rang | Équipe       | Pts | J | G | N | P | Bp | Bc | Diff |  | Résultats (▼ dom., ► ext.) |     |     |     |     |
| ---- | ------------ | --- | - | - | - | - | -- | -- | ---- |  | -------------------------- | --- | --- | --- | --- |
| 1    | Nigeria      | 14  | 6 | 4 | 2 | 0 | 14 | 7  | +7   |  | Nigeria                    |     | 4-4 | 2-1 | 3-0 |
| 2    | Sierra Leone | 7   | 6 | 1 | 4 | 1 | 6  | 6  | 0    |  | Sierra Leone               | 0-0 |     | 1-0 | 1-1 |
| 3    | Bénin        | 7   | 6 | 2 | 1 | 3 | 3  | 4  | -1   |  | Bénin                      | 0-1 | 1-0 |     | 1-0 |
| 4    | Lesotho      | 3   | 6 | 0 | 3 | 3 | 3  | 9  | -6   |  | Lesotho                    | 2-4 | 0-0 | 0-0 |     |

| 1re journée                | Sierra Leone | 1 - 1   | Lesotho       |                                        |                                        |
| 13 novembre 2019 16h00 UTC | Quee 72e     | (0 - 0) | 90e Thabantso | Brookfields National Stadium, Freetown | Brookfields National Stadium, Freetown |

| 2e journée                   | Bénin      | 1 - 0   | Sierra Leone |                                     |                                     |
| 17 novembre 2019 14h00 UTC+1 | Dossou 28e | (1 - 0) |              | Stade Charles-de-Gaulle, Porto-Novo | Stade Charles-de-Gaulle, Porto-Novo |

| 3e journée       | Nigeria                                    | 4 - 4   | Sierra Leone                          |  |  |
| 13 novembre 2020 | Iwobi 4e 27e · Osimhen 21e · Chukwueze 29e | (4 - 1) | 41e Quee · 72e 86e Kamara · 80e Bundu |  |  |

| 4e journée       | Sierra Leone | 0 - 0   | Nigeria |  |  |
| 17 novembre 2020 |              | (0 - 0) |         |  |  |

| 5e journée   | Lesotho | 0 - 0   | Sierra Leone |                                                         |                                                         |
| 22 mars 2021 |         | (0 - 0) |              | Stade Setsoto, Maseru Arbitrage : Andofetra Rakotojaona | Stade Setsoto, Maseru Arbitrage : Andofetra Rakotojaona |

| 6e journée   | Sierra Leone         | 1 - 0   | Bénin |                                                           |                                                           |
| 15 juin 2021 | K. Kamara 19e (pen.) | (1 - 0) |       | Stade du 28-Septembre, Conakry Arbitrage : Haythem Guirat | Stade du 28-Septembre, Conakry Arbitrage : Haythem Guirat |

### Statistiques

#### Buteurs
| Buts | Joueurs                    |
| ---- | -------------------------- |
| 2    | Kwame Quee, Alhaji Kamara  |
| 1    | Mustapha Bundu, Kei Kamara |

## Compétition

### Tirage au sort
Le tirage au sort de la CAN 2021 est effectué le 17 août 2021 à Yaoundé. La Sierra Leone, 108e nation au classement FIFA, est placée dans le chapeau 3. Le tirage la place dans le groupe E, avec l'Algérie (chapeau 1, 29e au classement Fifa), la Côte d'Ivoire (chapeau 2, 56e) et la Guinée équatoriale, (chapeau 4, 114e).

### Premier tour
| Rang | Équipe             | Pts | J | G | N | P | Bp | Bc | Diff |  | Résultats (▼ dom., ► ext.) |  |     |     |     |
| ---- | ------------------ | --- | - | - | - | - | -- | -- | ---- |  | -------------------------- |  | --- | --- | --- |
| 1    | Côte d'Ivoire      | 7   | 3 | 2 | 1 | 0 | 6  | 3  | +3   |  | Côte d'Ivoire              |  | 1-0 | 2-2 | 3-1 |
| 2    | Guinée équatoriale | 6   | 3 | 2 | 0 | 1 | 2  | 1  | +1   |  | Guinée équatoriale         |  |     | 1-0 | 1-0 |
| 3    | Sierra Leone       | 2   | 3 | 0 | 2 | 1 | 2  | 3  | -1   |  | Sierra Leone               |  |     |     | 0-0 |
| 4    | Algérie            | 1   | 3 | 0 | 1 | 2 | 1  | 4  | -3   |  | Algérie                    |  |     |     |     |

     Équipe qualifiée ou victorieuse; Pts = points; J = joués; G = gagnés; N = nuls; P = perdus;
Bp = buts pour; Bc = buts contre; Diff = différence de buts
| Match 7                   | Algérie     | 0 - 0   | Sierra Leone | Stade de Japoma, Douala                                               |                                                                       |
| 11 janvier 2022 14h00 WAT |             | (0 - 0) |              | Arbitrage : Ahmad Imetehaz Heeralall Arbitre vidéo : Mahmoud El Banna | Arbitrage : Ahmad Imetehaz Heeralall Arbitre vidéo : Mahmoud El Banna |
| 11 janvier 2022 14h00 WAT | Bedrane 35e | Rapport | 77e Bangura  | Arbitrage : Ahmad Imetehaz Heeralall Arbitre vidéo : Mahmoud El Banna | Arbitrage : Ahmad Imetehaz Heeralall Arbitre vidéo : Mahmoud El Banna |

| Match 23                  | Côte d'Ivoire         | 2 - 2   | Sierra Leone                     | Stade de Japoma, Douala                                     |                                                             |
| 16 janvier 2022 17h00 WAT | Haller 25e · Pépé 65e | (1 - 0) | 55e Mu. Kamara · 90+3e A. Kamara | Arbitrage : Maguette N'Diaye Arbitre vidéo : Bakary Gassama | Arbitrage : Maguette N'Diaye Arbitre vidéo : Bakary Gassama |
| 16 janvier 2022 17h00 WAT |                       | Rapport | 52e Kakay · 90+5e A. Kamara      | Arbitrage : Maguette N'Diaye Arbitre vidéo : Bakary Gassama | Arbitrage : Maguette N'Diaye Arbitre vidéo : Bakary Gassama |

| Match 34                  | Sierra Leone                                                            | 0 - 1   | Guinée équatoriale                   | Stade de Limbé, Limbé                                                  |                                                                        |
| 20 janvier 2022 17h00 WAT |                                                                         | (0 - 1) | 38e Ganet                            | Arbitrage : Mohamed Maarouf Eid Mansour Arbitre vidéo : Mahmoud Ashour | Arbitrage : Mohamed Maarouf Eid Mansour Arbitre vidéo : Mahmoud Ashour |
| 20 janvier 2022 17h00 WAT | Mu. Kamara 23e · Wright 71e · Caulker 71e · Quee 77e, 90e · Turay 90+6e | Rapport | 61e Akapo · 64e Machín · 76e Miranda | Arbitrage : Mohamed Maarouf Eid Mansour Arbitre vidéo : Mahmoud Ashour | Arbitrage : Mohamed Maarouf Eid Mansour Arbitre vidéo : Mahmoud Ashour |

#### Buteurs
| Buts | Joueurs          | Adversaires   |
| ---- | ---------------- | ------------- |
| 1    | Umaru Bangura    | Algérie       |
| 1    | Alhaji Kamara    | Côte d'Ivoire |
| 1    | Musa Noah Kamara | Côte d'Ivoire |